# Earl of Carhampton
Earl of Carhampton war ein erblicher britischer Adelstitel in der Peerage of Ireland.
Der Titel war nach dem Ort Carhampton bei Dunster in Somerset benannt. Familiensitz der Earls war bis 1800 Luttrellstown Castle im County Dublin.
Der Titel wurde am 23. Juni 1785 für den ehemaligen britischen Unterhausabgeordneten Simon Luttrell, 1. Viscount Carhampton geschaffen. Ihm waren in der Peerage of Ireland bereits am 13. Oktober 1768 der Titel Baron Irnham, of Luttrellstown in the County of Dublin, und am 9. Januar 1781 der Titel Viscount Carhampton, of Castlehaven in the County of Cork, verliehen worden.
Sein dritter Sohn, der spätere 3. Earl, ergänzte 1787 als Generalerbe seines Schwagers Drigue Olmius, 2. Baron Waltham, seinen Familiennamen zu „Luttrell-Olmius“. Da er keine männlichen Nachkommen hinterließ, erloschen die drei Titel bei seinem Tod am 19. März 1829.

## Liste der Earls of Carhampton (1785)
- Simon Luttrell, 1. Earl of Carhampton (1713–1787)
- Henry Luttrell, 2. Earl of Carhampton (1743–1821)
- John Luttrell-Olmius, 3. Earl of Carhampton (1739–1829)